# Hypolytrum africanum
Hypolytrum africanum är en halvgräsart som beskrevs av Christian Gottfried Daniel Nees von Esenbeck och Ernst Gottlieb von Steudel. Hypolytrum africanum ingår i släktet Hypolytrum och familjen halvgräs. Inga underarter finns listade i Catalogue of Life.